# Tchangui (instrument)

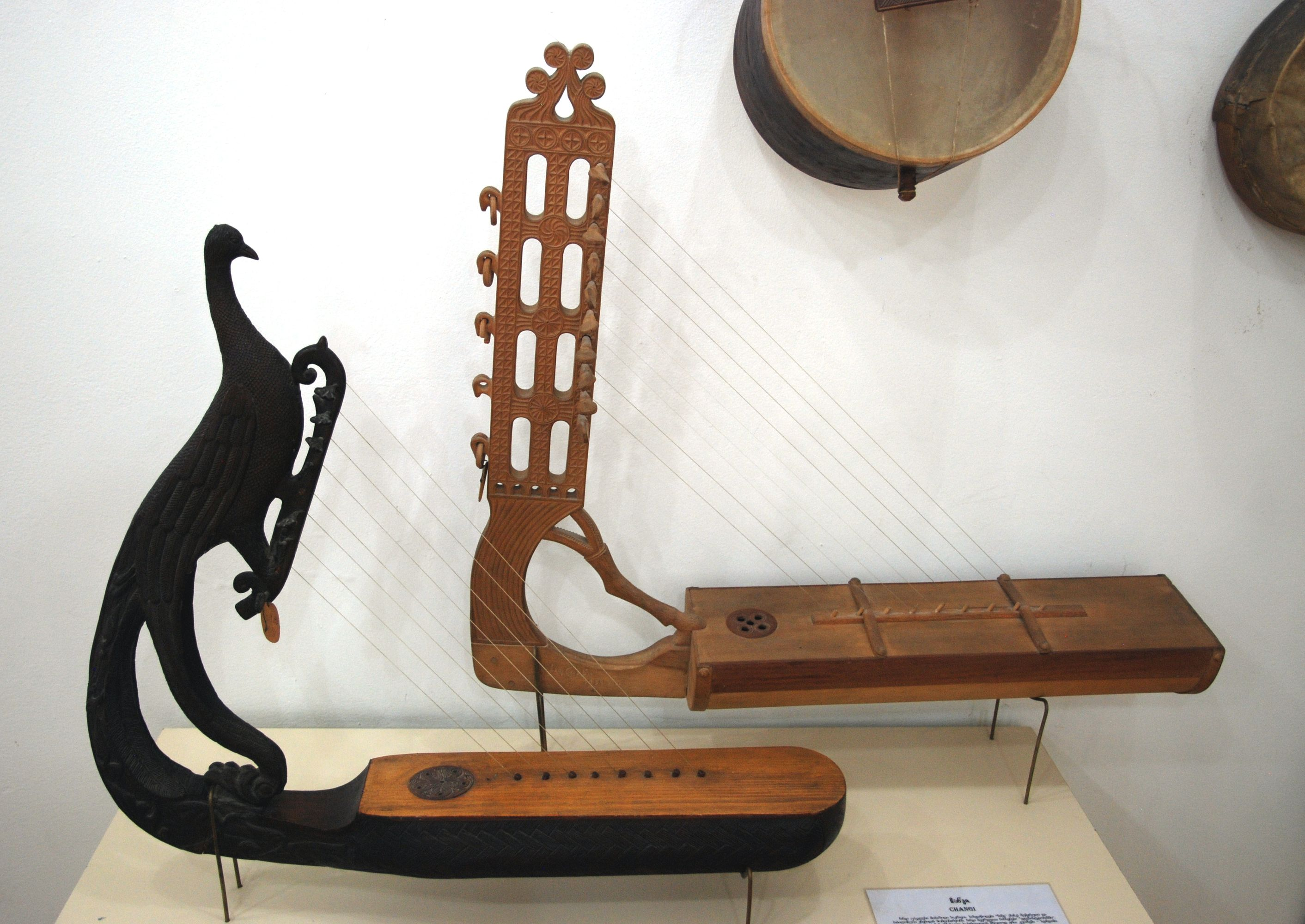
Tchangui

Le tchangui, (en géorgien : ჩანგი), ou changi, est un instrument à cordes, de type harpe, utilisée en Svanétie, région montagneuse de la Géorgie.

## Facture
Il est fait de bois résineux, souvent sapin, parfois pin, et comporte six ou sept cordes.

## Jeu
Le tchangui est souvent utilisé pour accompagner des chansons tristes (en solo), des chants polyphoniques (avec un tchouniri) ou des mélodies de danses (avec un tchouniri et un salamouri). Deux tchangui ne jouent pas ensemble.
Il est joué par les femmes.

## Note
1. ↑  Comme la plupart des instruments de musique joués dans le Caucase, en Asie mineure ou en Asie centrale, le tchangui existe dans plusieurs pays, avec des variantes de fabrication et des variantes de nom, ainsi d’ailleurs que des variantes de transcription : l’Empire perse et l’Empire ottoman utilisait des instruments semblables sous les noms de Chang et Çeng. Généralement transcrit de langue géorgienne en langue anglaise en changi, le ჭუნირი géorgien devrait être transcrit en langue française en tchangui : il le fut ainsi durant deux siècles lorsque la langue russe était le véhicule intermédiaire.